# 자동 변수
컴퓨터 프로그래밍에서 자동 변수(自動變數, automatic variable)는 프로그램 흐름이 변수의 영역에 들어가고 나올 때 자동으로 할당, 해제되는 지역 변수이다.
지역 변수라는 용어는 일반적으로 자동 변수와 동의어인데, 수많은 프로그래밍 언어에서 이 둘은 동일하기 때문이다. 그러나 지역 변수가 더 일반적인데 대부분의 지역 변수가 자동 지역 변수이기 때문이다. 그러나 C에서는 정적 지역 변수도 존재한다. 정적 지역 변수의 경우 할당은 정적(프로그램 실행 중에는 변수의 수명이 유지됨)이지만 자동은 아니며 함수 실행 중의 영역에만 존재한다.

## 프로그래밍 언어에서

### C, C++
(자동 변수로 부름)
코드 블록 안에 선언된 모든 변수들은 기본적으로 자동 변수이다. 초기화되지 않은 자동 변수에는 변수 자료형의 유효한 값이 할당될 때까지 미정의된 값으로 존재한다.

### 자바
(지역 변수로 부름)
C, C++과 비슷하지만 auto, register 키워드가 없다. 그러나 자바 컴파일러는 명시적으로 초기화되지 않은 지역 변수의 사용을 허용하지 않으며 컴파일 오류를 낸다. (보통 컴파일러가 단지 경고만 내는 C, C++과 다름) 자바 표준은 모든 지역 변수가 사용 전에 명시적으로 선언되어야 하는 요구사항이 있다. 이는 기본값(숫자의 경우 0, 객체의 경우 null)으로 암묵적으로 초기화되는 인스턴스 변수와는 다르다.

### 펄
(렉시컬, my, private 변수로 부름)
펄에서 지역 변수는 my 연산자를 사용하여 선언된다. 초기화되지 않은 스케일러들은 undef라는 값을 가지게 되며, 초기화되지 않은 배열이나 해시는 ()를 갖는다.
펄은 자동 변수를 만들지 않는 local 연산자도 가지고 있으며, 전역 (패키지) 변수에 임시값을 제공하여, 감싸고 있는 블록에 동적으로 영역을 지정한다. 변수 영역이 방치되면 오래된 값이 복원된다.

## 같이 보기
- C 언어의 문법
- 가변길이배열
- 콜 스택